# Chilenska köket
Chilenska köket härstammar huvudsakligen från kombinationen av det Spanska köket och det Andinska köket och traditionella inhemska ingredienser, med senare influenser från andra europeiska kök, speciellt från Tyskland, Italien, Frankrike och Mellanöstern. Mattraditionen och recepten i Chile sticker ut på grund av variationerna i färg och smak. Landets långa kustremsa och det Chilenska folkets förhållande till havet bidrar till en väldig mångfald av havsprodukter att variera maten i Chile med. Landets vatten är boplats för många unika fiskarter och skaldjur såsom tandnoting, Concholepas concholepas och Austromegabalanus psittacus. Därutöver ackompanjeras många chilenska rätter och förhöjs med vin, då Chile är en av världens största vintillverkare. 

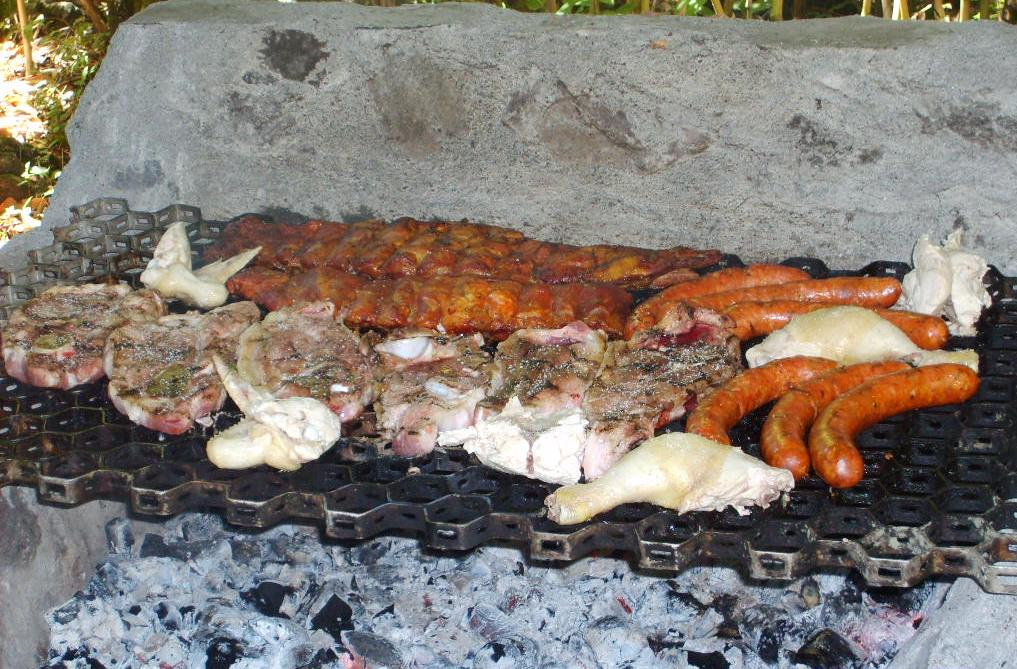
Asado Chileno

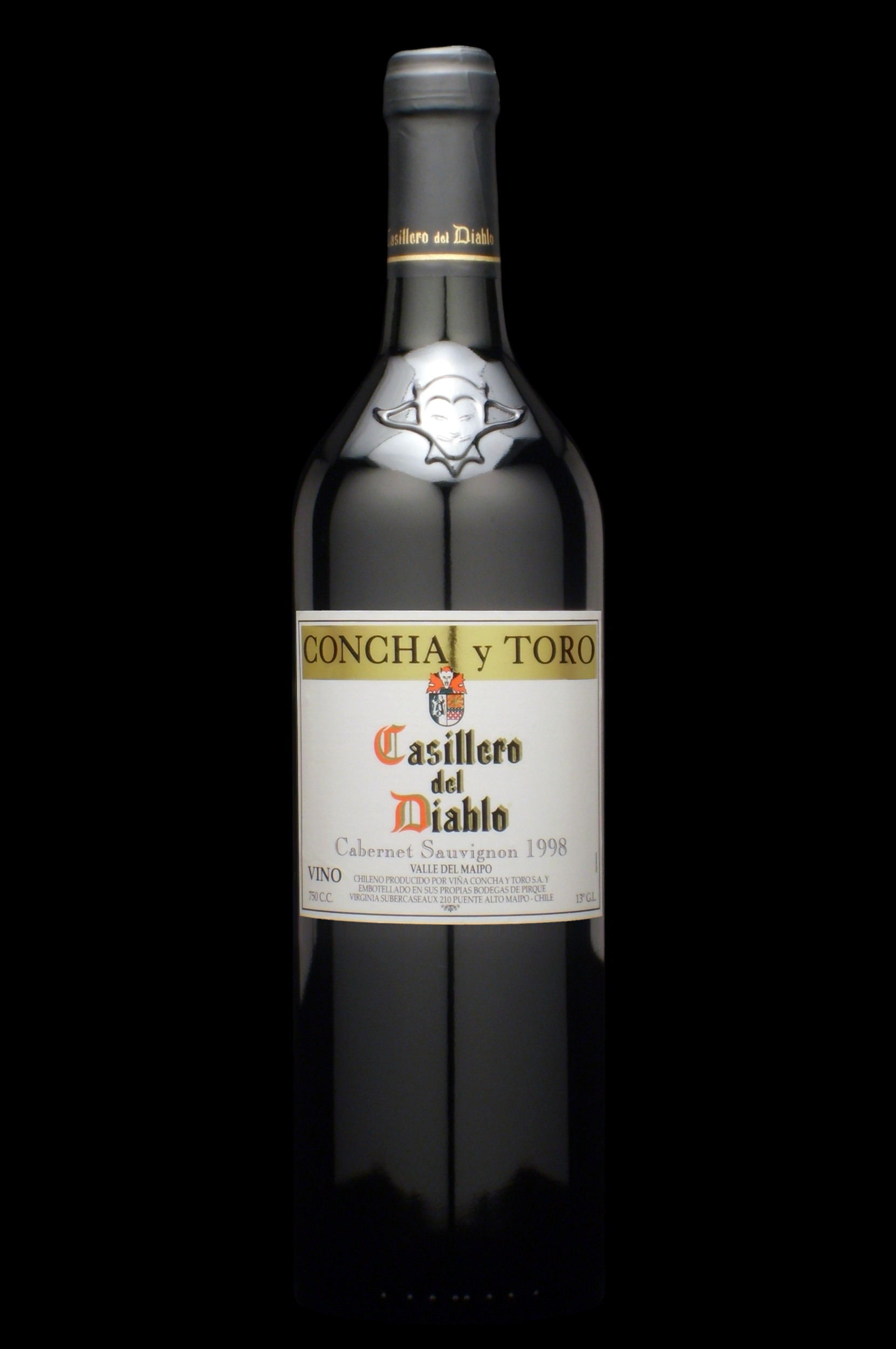
Casillero del Diablo

## Variation
På grund av den väldiga variationen av tillgängliga produkter i Chile så skiljer sig recept mycket i olika regioner i landet. Man delar ofta upp Chile i tre gastronomiska regioner:
- Norra köket
- Centrala köket
- Södra köket

Alla varierande kök har fått något bidrag från de inhemska människor som lever i hela landet. Var och en har sina egna sedvänjor och huvudingredienser såsom fisk, skaldjur, kött och fjäderfän. Utländska influenser har spelat en prominent roll i huvudrätter samtidigt som man bidragit med många desserter och drinkar i andra kök.

## Huvudgrödor
Genom hela Chile och Sydamerika kan man hitta frukter och grönsaker som har odlats väldigt länge. Dessa agrikulturella produkter uppskattas och är väldigt vanliga i många recept. De har också blivit exporterade runt världen som viktiga agrikulturella varor. Bland de mest kända kan man nämna:
- Oliver: Även om de härrör från Europa anses azapaoliver från Arica härröra från de nordliga regionerna och känns igen över hela Chile.
- Cherimoya: en frukt inhemsk för de subtropiska regionerna vid Anderna och konsumeras och produceras i stort antal.
- Majs(Chile:Choclo): Majs var en stapelvara som blomstrade under tre imperier; Maya, Aztek och i närmsta närhet till Chile Inka. Den odlades också med olika systematiska metoder av Atacameño. Genom handel och resor togs majs med och till slut omfattades av Mapuche som använde det för deras kulinariska konster.
- Lúcuma: En subtropisk frukt som härrör från Anderna, inhemsk i Peru har den växt i århundraden i södra Ecuador och Chiles norra kust. Frukten är väldigt näringsrik och har höga nivåer karoten och vitamin B3. Lúcuman exporteras över hela världen. Den är en viktig smak för gelatin-efterrätter som glass.
- Ugni molinae är en till Chile endemisk buske. Mapucheindianernas namn på busken är Uñi, och de spanska namnen är Murta och Murtilla (Liten myrten); den kallas ibland också Chilensk guava. Den användes bland mapucheindianerna innan spanjorerna anlände. Den används till marmelad och likör.
- Potatis: Potatisen används mycket i maträtter som cazuela. Potatisen som är inhemsk i Amerika växte i hela chilenska arkipelagen. Potatisen är en fundamental produkt i många maträtter.
- Quinoa: Quinoan växer som en skördvara huvudsakligen för dess ätbara frön. Den härrör från Anderna i Sydamerika var den har varit en viktig ingrediens i över 6 000 år. Vissa variationer av Quinoa skördas i Concepcion, Chile, känd som catentoa och regalona växer ymnigt i Temuco, Chile.

## Fisk och skaldjur
Ett elementärt kännetecken för det chilenska köket är variationen och kvaliteten på fisk och skaldjur, på grund av den geografiska placeringen och den omfattande kustremsan. Humboldtströmmen orsakar en tillgång på skaldjur som samlas längs Stillahavskusten vertikal med de chilenska vattnen. Där ingår bläckfisk, sjötunga, långfenad tonfisk, torsk, kummel, lax, rockor och tonfisk. Skaldjur såsom haliotissnäcka, räkor, musslor, krabbor, ostron, humrar, Pedunculata, Austromegabalanus psittacus och ålar fiskas också i stora mängder. Havsålar(Chile:congrio) kan friteras i frityrsmet eller kryddade och bakade. Den kan också lagas som en gryta: Denna populära rätt kallas Caldillo de congrio och prisades i ett ode av den chilenska poeten Pablo Neruda.

## Maträtter i Chile

### Förrätt
- Ceviche de Corvina
- Ceviche de Pescado
- Sopa de Ostras (Ostronsoppa)

### Huvudrätter
- Cazuela marina
- Risotto de quinua y pimientos amarillos
- Empanadas
- Charquican
- Pastel de choclo
- Asado de cordero
- Crudos

### Dryck
- Cola de Mono
- Murtado
- Licor de oro

### Dessert
- Pan de Pascua
- Tortilla de rescoldo